# MUSIQUE VOYAGE
『MUSIQUE VOYAGE』（ムジーク・ボヤージ）は、2002年4月から2005年9月までJ-WAVEで放送されていたラジオ番組。

## 番組内容
早朝の4時台・5時台に放送されていたワイド番組。4時台のパートでは、都会の1日の始まりを告げる音楽をノンストップで放送。そして5時台のパートでは、音楽とともにニュースや気象情報を伝えていた。
当初は4時台のパートに『MUSIQUE VOYAGE 〜EPILOGUE〜』、5時台のパートに『MUSIQUE VOYAGE 〜PRELUDE〜』というタイトルが付けられていたが、後に4時台の呼称は『MUSIQUE VOYAGE』に、5時台の呼称は『MORNING VOYAGE』に変更された。
その後、鳥越さやか担当のワイド番組『LOHAS MORNING』が5時台・6時台で放送されるのに伴い、5時台の『MORNING VOYAGE』が一足早く終了。以後は4時台の『MUSIQUE VOYAGE』のみが放送され続けた。

## 放送時間
いずれも日本標準時。
- 4時台：火曜 - 金曜 4:00 - 5:00（月曜 - 木曜 28:00 - 29:00）
- 5時台：月曜 - 金曜 5:00 - 6:00

## ナビゲーター
- 月曜：旗本由紀子[1]
- 火曜：杉江奏子[1]
- 水曜：東海林克江[1]
- 木曜：Shoji, Katsue[1]
- 金曜：竹内将子[1]